# 第64集団軍
第64集団軍（第64集团军）とは、国共内戦時代から1998年～2000年の軍縮時代まで瀋陽軍区に存在した中国人民解放軍陸軍の軍級部隊。

## 歴史
第64集団軍の前身は、1929年の広西左右江起義中に張雲逸と鄧小平が創設した紅7軍である。紅7軍は、江西到達後、紅3軍団に編入された。日中戦争時、八路軍第115師独立団に改編され、蒙疆自治政府の首都、張家口を攻撃した。
対日戦勝後、晋冀魯豫軍区第4縦隊に改編され、曽思玉が司令に任命された。国共内戦中は、華北と西北部を転戦し、清風店戦役と石家荘解放戦役で戦功を挙げ、平津戦役に参加した。
1951年、第64軍は第19兵団に編入され、朝鮮戦争の第5次戦役に参加した。第1段階において、右翼突撃集団を担当し、迂回行動を実施したが、経験不足のため任務は達成できなかった。陣地戦段階では、馬良山地区においてイギリス陸軍第1師団を撃破した。
帰国後、遼東大演習に参加。第64軍の第190師は、人民解放軍最初の機械化師団となった。1960年代末、対ソ戦用の重点部隊とされた。1980年代の軍縮中、配下の1個師団が中国人民武装警察部隊に移管され、乙類集団軍とされた。第64集団軍は、2個歩兵師団と1個戦車師団から成り、遼寧省本渓に軍部（司令部）を置いた。
1998年～2000年の軍縮中、中国共産党中央軍事委員会の決定により廃止の対象となった。